# Бромат свинца(II)
Бромат свинца(II) — неорганическое соединение,
соль свинца и бромноватой кислоты 
с формулой Pb(BrO3)2,
бесцветные кристаллы,
слабо растворяется в воде,
образует кристаллогидраты.

## Получение
- Обменная реакция растворимой соли свинца и бромата калия:

{\displaystyle {\mathsf {Pb(NO_{3})_{2}+2KBrO_{3}\ {\xrightarrow {}}\ Pb(BrO_{3})_{2}\downarrow +2KNO_{3}}}}

## Физические свойства
Бромат свинца(II) образует бесцветные кристаллы.
Слабо растворяется в воде, р ПР = 5,1.
Образует кристаллогидрат состава Pb(BrO3)2•H2O, который теряет воду при температуре 180°С.